# James Robertson Dickson
James Robertson Dickson (även James R:son Dickson), född 10 mars 1810 i Göteborg, död 4 juli 1873 i Askim, var en svensk grosshandlare, träpatron och kommunpolitiker.
Dickson studerade i pension i Montrose, Skottland 1819–1824 och i skola i Greenwich, England, 1824–1826. Han var bokhållare i firma James Dickson & Co., Göteborg 1827–1836, och fick burskap som grosshandlare 1836. Dickson blev chef för firma James Dickson & Co:s verk i Norrland 1836–1849 och bolagsman i samma firma 1840–1858. Han var ägare av egendomen Billdal, samt ledamot av styrelsen och direktör i Göteborgs Enskilda Bank, ledamot av handelsfullmäktige 1855–1861, ordförande i styrelsen och direktör för Navigationsskolan 1861–1873, ordförande i Handelsföreningen 1863–1869. Han satt i direktionen för sjömanshuset och i Göteborgs sjöassuransförening. Dickson var ledamot av stadsfullmäktige 1863–1866, av styrelsen för Göteborgs museum 1861–1864. Han var ledamot av Göteborgs och Bohus läns landsting och dess förvaltningsutskott.
Han var donator till Dicksonska folkbiblioteket, Robert Dicksons stiftelse och Göteborgs museum.
Dickson blev ledamot av Kungliga Vetenskaps- och Vitterhetssamhället i Göteborg 1861.

## Baggbölerättegången
År 1846 stod företrädare för James Dickson & Co inför rätta vid Lycksele tingsrätt för att det av firman ägda Baggböle sågverk hade låtit fälla ett betydligt större antal träd på statens mark än vad man hade rätt till. Sågverksägarna dömdes att betala ett stort skadestånd. Domarna överklagades emellertid till hovrätten, som friade sågverksägarna 1848. Även om överavverkningar var belagda kunde det inte bevisas att dessa skett på sågverksägarnas initiativ. Målet gick vidare till Högsta domstolen, som i sin tur fann bevisningen mot sågverksägarna vara stark och utfärdade en fällande dom – såvida firmans företrädare inte ville gå värjemålsed om sin oskuld. I juni 1850 gick James Dickson ed på att varken han själv eller någon annan hade givit order om de överavverkningar som skett på kronans mark. Därmed gick sågverksägarna fria.

## Familj
James Robertson Dickson var son till grosshandlare Robert Dickson och Wilhelmina Charlotta Bratt. James Robertson Dickson är begravd på Östra kyrkogården i Göteborg.